# Důl Bogdanka
Důl Bogdanka je činný černouhelný důl, který se nachází u obce Puchaczów v okrese Łęczna v Lublinském vojvodství v Polsku.

## Výstavba dolu
Pro výstavbu tohoto dolu byl v lednu 1975 zřízen státní podnik Kopalnie Lubelskiego Zagłębia Węglowego (Doly lublinské uhelné pánve), který začal kromě dolu Bogdanka budovat také důl Stefanów. Vzhledem ke špatným hydrologickým poměrům byla výstavba dolu Stefanów v roce 1988 zastavena a v roce 1989 byl důl zatopen. Těžba uhlí byla tedy zahájena pouze v Bogdance.

## Privatizace
V prosinci 1997 podalo vedení dolu žádost o započetí privatizace dolu Bogdanka. V lednu 1999 byla založena společnost „Lubelski Węgiel” S.A., jejímž cílem byla privatizace dolu. To se podařilo v lednu 2001, kdy došlo ke sloučení dolu s touto společností a od března pak k přejmenování důlní společnosti na Lubelski Węgiel „Bogdanka” S.A. V roce 2010 se o převzetí firmy výkupem 75 % akcií neúspěšně pokoušela společnost New World Resources.

## Současnost

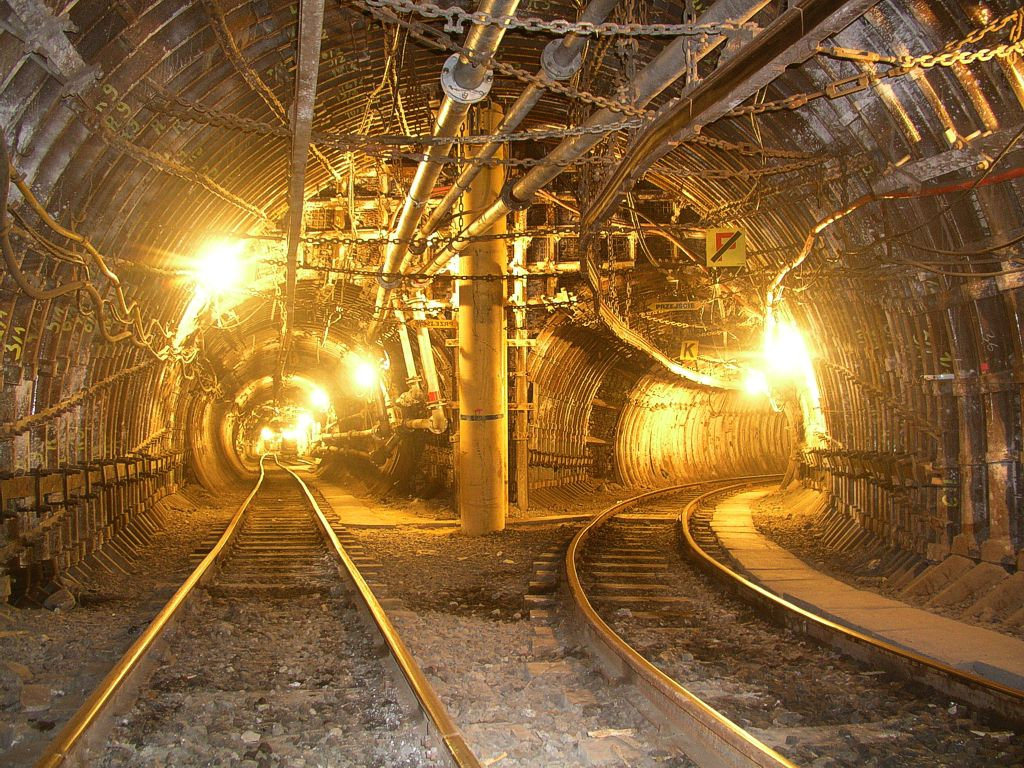
Důl Bogdanka

Důlní pole dolu Bogdanka má rozlohu 73 km², těžba probíhá v hloubce 860 až 1100 m. Odhadované vytěžitelné zásoby činí 235 milionů tun uhlí. Denní produkce dolu se pohybuje kolem 23 až 25 tisíc tun, rekordní těžby sahají až k hranici 28 tisíc tun za 24 hodin. Ročně důl vytěží kolem 9 milionů tun neupraveného uhlí a vyexpeduje přes 7 milionů tun upraveného uhlí. V roce 2019 v dole pracovalo cca 4900 zaměstnanců.
Vzhledem ke své poloze na východě Polska dodává důl uhlí především podnikům ve středním a východním Polsku. Mezi nejvýznamnější odběratele uhlí z Bogdanky patří např. elektrárny Kozienice, Połaniec a Ostrołęka.